# 特拉華鎮區 (密歇根州)
特拉華鎮區（英語：Delaware Township）是位於美國密歇根州薩尼拉克縣的一個行政鎮區。

## 地方資料
特拉華鎮區的面積為120.60平方千米，皆為陸地。根據2020年美國人口普查的數據，當地共有人口784人，而人口密度為每平方千米6.5人。